# Armgart Catharina von Arnim
Armgart Catharina von Arnim, verh. von Flemming (auch: Armgard von Flemming) (* 4. März 1821 in Berlin; † 17. Januar 1880 in Karlsruhe) war eine deutsche Schriftstellerin und Zeichnerin.

## Leben
Armgart von Arnim war die Tochter und sechstes Kind des Dichterehepaares Achim (1781–1831) und Bettina von Arnim (1785–1859). Ihre Schwestern waren die Schriftstellerin Gisela von Arnim und die Salonnière Maximiliane von Arnim, verheiratete Gräfin von Oriola.
Das einzige veröffentlichte Werk Armgart von Arnims ist das Märchen Das Heimelchen (1848), „[e]s stellt eine Art Fürstenspiegel in Märchenform dar, der künftigen Regenten die Gefahren aufzeigt, die sie zu bestehen haben, und ihnen den Unterschied zwischen Gut und Böse verdeutlichen soll.“
Am 25. März 1860 heiratete sie auf Schloss Wiepersdorf den preußischen Diplomaten Albert Georg Friedrich Graf von Flemming. Ihre zwei Töchter Elisabeth (1861–1925) und Irene (1864–1946) wurden ebenfalls Schriftstellerinnen sowie Malerinnen.

## Schriften
- Das Heimelchen. Dämmermährchen von Allerlei-Rauh. Berlin: Expedition des Arnimschen Verlags [1848].[2]